# Карім Лагуа
Карім Лагуа (фр. Karim Laghouag, нар. 4 серпня 1975) — французький вершник, олімпійський чемпіон 2016 року.

## Виступи на Олімпіадах
| Олімпіада           | Дисципліна               | Місце |
| ------------------- | ------------------------ | ----- |
| Ріо-де-Жанейро 2016 | індивідуальне триборство | 28    |
| Ріо-де-Жанейро 2016 | командне триборство      | 1     |
| Токіо 2020          | індивідуальне триборство | 12    |
| Токіо 2020          | командне триборство      | 3     |
| Париж 2024          | індивідуальне триборство | 15    |
| Париж 2024          | командне триборство      | 2     |

## Зовнішні посилання
- Карім Лагуа — олімпійська статистика на сайті Sports-Reference.com (англ.) (архівна версія)